# Bonār-e Soleymānī
Bonār-e Soleymānī (persiska: بنار سليمانی, بُنارِ زيارَت, بُنار) är en ort i Iran.   Den ligger i provinsen Bushehr, i den centrala delen av landet, 700 km söder om huvudstaden Teheran. Bonār-e Soleymānī ligger 18 meter över havet och antalet invånare är 169.
Terrängen runt Bonār-e Soleymānī är mycket platt. Runt Bonār-e Soleymānī är det ganska tätbefolkat, med 129 invånare per kvadratkilometer. Närmaste större samhälle är Borāzjān, 17,9 km öster om Bonār-e Soleymānī. Trakten runt Bonār-e Soleymānī är ofruktbar med lite eller ingen växtlighet.